# TOX2
TOX2‏ (None) هوَ بروتين يُشَفر بواسطة جين TOX2 في الإنسان.